# Стефурак Неоніла Василівна
Неоніла Василівна Стефурак (народилася 10 листопада 1951 в місті Коломия) - українська журналістка у сфері культури й духовності, письменниця, член НСПУ з 20.04.1982.
Закінчила Львівський медичний інститут та Літературний інститут імені М. Горького в Москві. Протягом 10 років очолювала обласне літературне об'єднання „Іскри юності”, працювала в редакціях Івано-Франківських  газет "Світ молоді" і "Галичина", нині – на творчій роботі.

## Творчий доробок
Авторка поетичних та прозових творів, п'єс, пісенних текстів, перекладів, віршів для дітей.
Це, зокрема:
- «Мелодія краплин»,
- "За плугом сонця",
- "Голуби і леви",
- «Дикі яблука»,
- "Спалах",
- "Проща",
- «Терноцвіт»,
- "Душа",
- «Заметіль»,
- "Сакральний простір",
- "Два світи",
- "Над снігами і прірвами",
- "Квіти на морозі",
- "Подорожні",
- «Кольорові гусенята»,
- «Жива абетка» та інші.

З композиторами Павлом Дворським, Остапом Гавришем, Володимиром Домшинським, Зоєю Слободян, Лесею Малько створила низку пісень, що ставали лауреатами пісенних конкурсів і фестивалів. Видала два диски з піснями на власні вірші.

## Нагороди
- медалі «За заслуги перед Прикарпаттям» та "За подвижництво в культурі",
- відзнака XI Всеукраїнського форуму видавців,
- ювілейна церковна медаль (УГКЦ) за редагування релігійних часописів і переклади духовних творів,
- лауреат премії імені Івана Франка,
- лауреат премії імені  Василя Стефаника,
- лауреат премії імені Мирослава Ірчана,
- лауреат премії імені Григорія Сковороди,
- лауреат премії імені Тараса Мельничука,
- лауреат премії "Благовіст",
- лауреат премії імені Ірини Вільде (спецвідзнака)

## Зовнішні посилання
- https://chl.kiev.ua/pub/Publication/Author/208 Почитайко: Стефурак Неоніла Василівна